# Winfred Bogdahn
Winfred Bogdahn (* 1952 in Staffelstein; † 18. Februar 2016 in Lichtenfels) war ein deutscher Kommunalpolitiker (SPD) und Erster Bürgermeister der Stadt Lichtenfels.

## Werdegang
Bogdahn war von Beruf Lehrer; in den Jahren 1991 bis 2002 war der Oberstudienrat Erster Bürgermeister der oberfränkischen Kreisstadt Lichtenfels. Bogdahn verstarb im Februar 2016 völlig unerwartet im Alter von 63 Jahren.